# مايكروسوفت فيزيو
مايكروسوفت فيزيو (بالإنجليزية: Microsoft Visio)‏ كان يعرف سابقاً بمسمى مايكروسوفت اوفيس فيزيو، تطبيق نمذجي ربحي لنظام مايكروسوفت ويندوز باستخدام نظام الرسوميات الاتجاهية لإنشاء النماذج.

## المميزات
إصدار الحالي، مايكروسوفت فيزي متقدمة واحترافية أكثر يمكّن المستخدم من ربط نماذجه بأكثر من مصدر بيانات لعرض المعلومات بشكل صوري.
ال
النسخة الممتازة تحمل 3
يعتبره طلاب الجامعات في أنحاء العالم وبالذات الذين يتخصصون في مجال الهندسة الأداة الأولى والأهم لعمل النماذج الرسومية بكافة أنواعها
و 2010 الذي يعمل على نظام ويندوز، متاح على 3 نسخ، أساسي (Standard)، احترافي (Professional)، وممتاز (Premium). الأساسي والاحترافي يحملان الواجهة ذاتها، ولكن الممتاز يحمل نم نماذج أكثر من النسخ الأخرى تدعم القوانين الذكية (Intelligent Rules)، وتتحقق من الفاعلية (Validation)، وتدعم انهيار النموذج (Diagram Breakdown).

## صيغة الملفات
بسبب ملكية صيغ الملفات، بعض البرامج تتمكن من قراءة ملفات فيزيو. يستطيع فيزيو أن يكتب ويقرأ الملفات من نوع VDX. صيغة الملفات VDX هي مخطط XML تسمى بالإنجليزية XML Schema. مع ملفات VDX يمكنك العمل على ملفات مبنية على لغة XML دون الحاجة إلى استخدام VSD القديمة.

## التاريخ
بدأ فيزيو كمشروع مستقل تم إنتاجه من قِبل شركة شيبوير. تم إصداره لأول مرة بالنسخة رقم 1.0 في عام 1992. قبل أن يتم إصدار فيزيو، قامت شركة شيبوير بتغيير اسمها إلى شركة فيزيو كي تستفيد تسويقياً من ربط اسم المنتج باسمها.[هل المصدر موثوق به؟]
استحوذت شركة مايكروسوفت على فيزيو عام 2000 وقامت بإعادة تسويق المنتج كأحد منتجات مايكروسوفت أوفيس، كما هو الحال مع مايكروسوفت بروجكت؛ ولكن مايكروسوفت لم تقم بعرض المنتج مع حزمة أوفيس، حيث كان البرنامج مستقلاً عن الحزمة. قامت مايكروسوفت بعرض المنتج مع حزمة مايكروسوفت فيجوال ستوديو بنسخة مهندسي الشركات.
مع طرح النسخة الاحترافية من مايكروسوفت فيزيو 2002, قدمت مايكروسوفت الأدوات الشبكية لفيزيو الشركات (Visio Enterprise Network Tools) ومركز الشبكات لفيزيو (Visio Network Center). الأدوات الشبكية لفيزيو الشركات كانت إضافة على فيزيو وليست منتج مستقل. تم إصدار مايكروسوفت فيزيو 2007 في 30 نوفمبر 2006
على عكس تطبيقات مايكروسوفت أوفيس 2007, لم يتحلّى فيزيو 2007 بالواجهة التي تسمّى «ريبون». ولكن فيزيو 2010 تم تغيير واجهة فيزيو ليتلائم مع باقي منتجات الحزمة.

## الإصدارات
- فيزيو 1.0 (أساسي (Standard), خفيف (Lite), منزلي (Home)).
- فيزيو 2.0
- فيزيو 3.0
- فيزيو 4.0 (أساسي (Standard), تقني (Technical))
- فيزيو 4.1 (أساسي (Standard), تقني (Technical))
- فيزيو 4.5 (أساسي (Standard), احترافي (Professional), تقني (Technical))
- فيزيو 5.0 (أساسي (Standard), احترافي (Professional), تقني (Technical))
- فيزيو 2000 (6.0; أساسي (Standard), احترافي (Professional), تقني (Technical), شركات)
- فيزيو 2002 (10.0; أساسي (Standard), احترافي (Professional))
- فيزيو لمهندسي الشركات 2003 (VEA 2003) مبني على فيزيو 2002 ومدمج مع مايكروسوفت فيجوال ستوديو
- أوفيس فيزيو 2003 (11.0; أساسي (Standard), احترافي (Professional))
- فيزيو لمهندسي الشركات 2005 (VEA 2005) مبني على فيزيو 2003 ومدمج مع مايكروسوفت فيجوال ستوديو
- أوفيس فيزيو 2007 (12.0; أساسي (Standard), احترافي (Professional)).
- فيزيو 2010 (14.0; أساسي (Standard) ($249.99), احترافي (Professional) ($559.99), ممتاز (Premium) ($999.99))

لم يتم إصدار النسخ رقم 7 و8 و9، لأن مايكروسوفت صنفت فيزيو على أنه أحد منتجات أوفيس، فأصبح إصدار فيزيو يتبع لاصدار أوفيس. تم تخطي الإصدار رقم 13 بسبب